# Karaszamb
Karaszamb – wieś w Armenii, w prowincji Kotajk. W 2011 roku liczyła 607 mieszkańców.